# Pipra aureola
Pipra aureola là một loài chim trong họ Pipridae.
Loài này được tìm thấy ở Brazil, Guiana thuộc Pháp, Guyana, Suriname, và Venezuela. Môi trường sống tự nhiên của chúng là vùng đầm lầy nhiệt đới hoặc cận nhiệt đới và rừng trước đây suy thoái nghiêm trọng